# Ángeles Ortega
Ángeles Ortega (Sevilla, 1960) es una actriz española, conocida por sus papeles como Manola en las series de Atresmedia Veneno y Vestidas de azul, así como por interpretar a Lola en la serie de Movistar Plus+ La mesías.

## Primeros años
Nació en Sevilla, después de cuatro hermanas mayores. A los seis años se trasladó a vivir a Camas, donde se crio.

## Carrera
En los años 2000-2006 Ángeles Ortega aparecía en los programas de Jesús Quintero "El Vagamund" "Ratones Coloraos" "El Loco de la Colina" contando su historias y anécdotas con la gracia que le caracteriza.
En 2020 saltó a la fama tras interpretar a Manola en la multipremiada serie biográfica de Atresmedia Veneno, centrada en la vida de Cristina la Veneno. 
En marzo de 2023 fue entrevistada para Canal YOU! TV, el primer canal de televisión LGBT en España.
2023 Ángeles repitió su papel como La Manola en la serie Vestidas de azul, continuación directa de la historia de Veneno.
2024 Los Javis la vuelven a llamar para interpretar a Lola en La Mesías serie de Movistarplus

## Filmografía

### Cine
| Año  | Título        | Papel    | Notas        |
| ---- | ------------- | -------- | ------------ |
| 2024 | Norbert(a)    | Samantha | MovistarPlus |
| 2024 | Orgullo Vieja | Kiska    | MovistarPlus |

### Televisión
| Año  | Título             | Papel           | Notas        |
| ---- | ------------------ | --------------- | ------------ |
| 2020 | Veneno             | Manola          | Atresplayer  |
| 2023 | La mesías          | Lola            | MovistarPlus |
| 2023 | Vestidas de azul   | Manola          | Atresplayer  |
| 2024 | Machos alfa        | Activista trans | Netflix      |
| 2024 | Mamen Mayo         | Daniela         | SkyShowTime  |
| 2025 | Mariliendre        | Trini           | Atresplayer  |
| 2025 | Superestar         | Madre           | Netflix      |
| TBA  | Una perra andaluza | Mari Reyes      | Filmin       |

### Teatro
| Año  | Título        | Papel      | Notas |
| ---- | ------------- | ---------- | ----- |
| 2023 | Orgullo Vieja | Ella misma | [ 2 ] |